# Judy Greer
Judy Greer (født Judith Laura Evans; 20. juli 1975) er en amerikansk skuespiller.

## Filmografi i udvalg

### Film
- Kissing a Fool (1998)
- Three Kings (1999)
- What Planet Are You From? (2000)
- What Women Want (2000)
- The Wedding Planner (2001)
- Adaptation (2002)
- 13 Going on 30 (2004)
- The Village (2004)
- Elizabethtown (2005)
- American Dreamz (2006)
- 27 Bryllupper (2008)
- Love Happens (2009)
- Marmaduke (2010)
- Love and Other Drugs (2010)

### Tv
- Arrested Development (2003-2005), ti afsnit
- Love Monkey (2006), otte afsnit
- Two and a Half Men (2007), to afsnit
- Californication (2007), to afsnit
- House M.D., enkelt afsnit
- How I Met Your Mother, enkelt afsnit
- Modern family, enkelt afsnit